# Mary Wells
Pour les articles homonymes, voir Wells.
Mary Wells, née Mary Esther Wells le 13 mai 1943 à Détroit (Michigan) et morte le 26 juillet 1992 à Los Angeles en Californie, est une chanteuse de soul américaine. Interprète de My Guy, elle fut, avant Diana Ross, la première grande vedette du label Motown.

## Biographie
Mary Wells se présente à quinze ans aux bureaux de Tamla Motown à Détroit pour proposer à Berry Gordy une chanson qu'elle destine à Jackie Wilson. Ne sachant écrire la musique, elle la chante directement au patron de la maison de disques; il lui offrira un contrat à dix-sept ans en décembre 1960. Le titre Bye Bye Baby sort quelques semaines plus tard et se classe à la 45e place des charts pop et 8e des charts rhythm and blues. Smokey Robinson lui écrit de nombreux hits, dont You Beat Me to the Punch en 1962 (no 9 pop, n°1 R&B), et surtout My Guy, qui se hisse à la première place du hit-parade en 1964, véritable exploit en pleine Beatlemania. Les Beatles lui demandent alors d'effectuer la première partie de leurs concerts lors de leur seconde tournée américaine. Mary Wells est aussi la première à enregistrer une chanson signée Holland, Dozier & Holland avec You Lost The Sweetest Boy en 1963.
Après le succès de My Guy et deux duos avec Marvin Gaye, Mary Wells quitte Motown pour signer avec la 20th Century Fox, mais elle n'obtient plus que des succès mineurs. Passée ensuite chez Atco, puis chez Jubilee en 1968, sa carrière connait alors une longue traversée du désert.
En 1990, elle vient d'enregistrer un nouvel album lorsqu'elle apprend qu'elle est atteinte d'un cancer du larynx. Elle en meurt deux ans plus tard, après avoir reçu le soutien financier de nombreux artistes comme Diana Ross, Martha Reeves, Bruce Springsteen ou Rod Stewart.

## Sources
- François Caron, sous la direction de Michka Assayas, Dictionnaire du rock, Robert Laffont, 2001, p. 2122-2123.